# 京福電気鉄道モボ101形電車

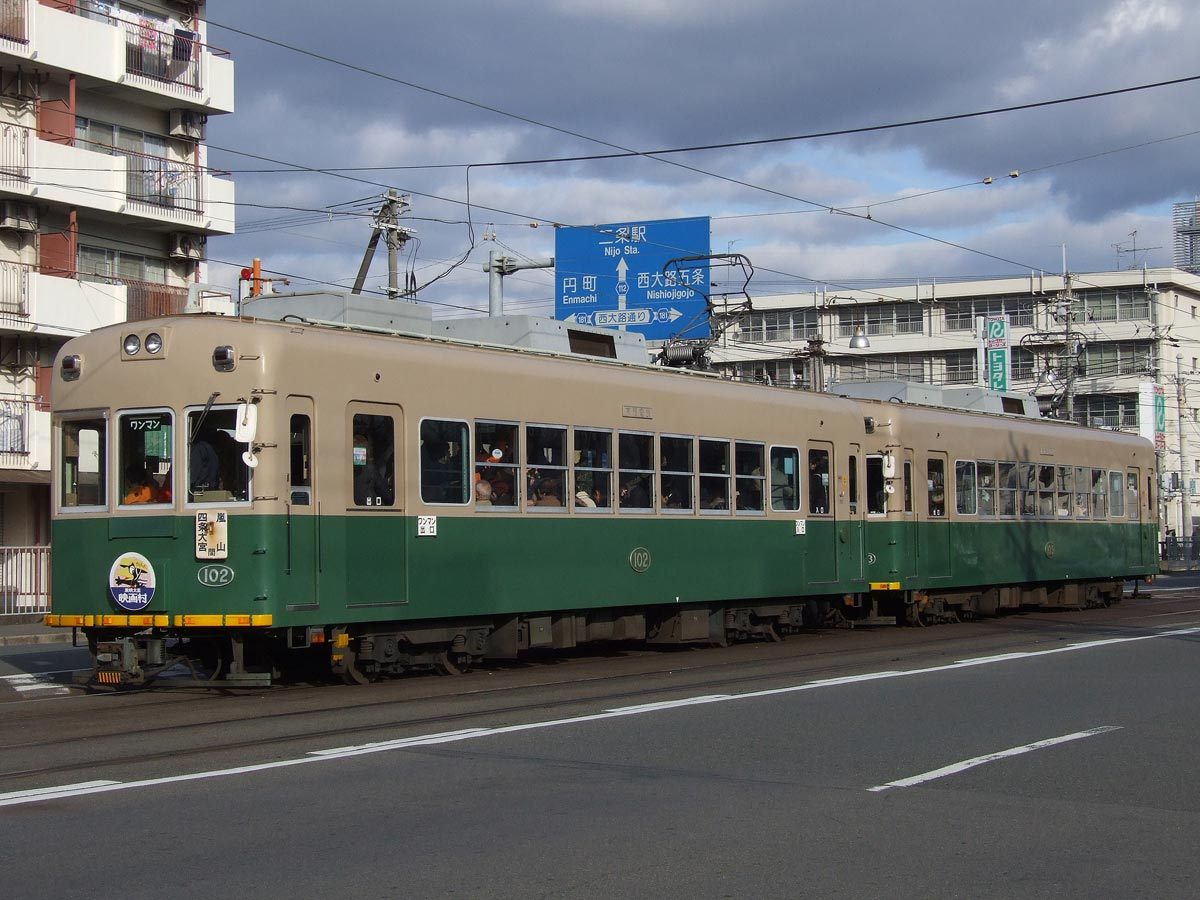
車体更新後のモボ101形
モボ102+モボ103（2008年）

京福電気鉄道モボ101形電車（けいふくでんきてつどうモボ101がたでんしゃ）は、京福電気鉄道に在籍する路面電車車両。なお、本項ではかつて在籍していた同形車のモボ111形・モボ121形・ク201形についても記述する。

## 概要
1929年（昭和4年）の嵐山本線四条大宮 - 嵐山間の全線複線化に伴う輸送力増強と、新京阪鉄道による桂駅 - 嵐山駅間開業の対抗に、登場した車両である。同年から1950年（昭和25年）の間にモボ101形6両・モボ111形7両・モボ121形10両・ク201形（制御車）3両の26両が製造された。

### モボ101形

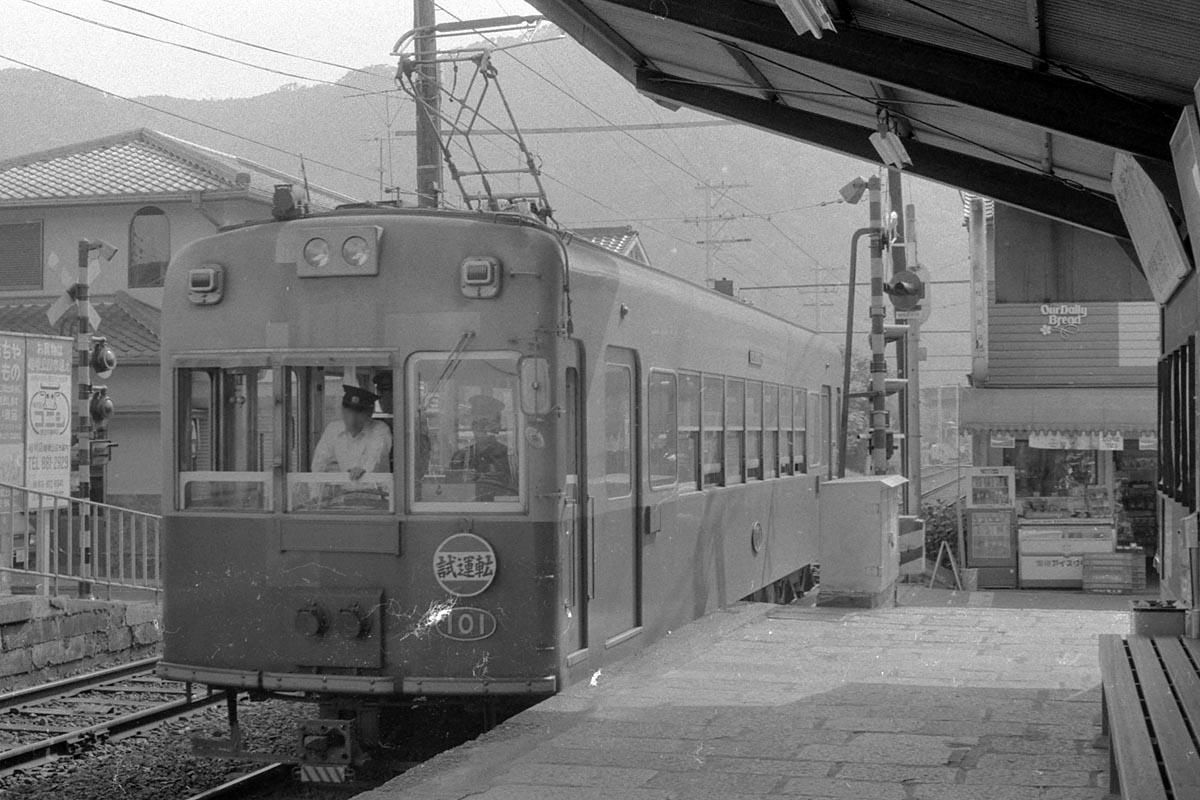
車体更新後のモボ101形
（1981年頃）

1929年に101 - 106の6両が藤永田造船所（現・三井造船）で製造された。車体は前面非貫通型・15m級2扉（側面窓配置dD10D、点対称）の半鋼製となっており、前面窓には3枚窓を採用し、運転台上に前照灯を、前面窓左上に標識灯を、右下に行先表示サボ受けを装備している。落成当初は、バンパー下にストライカーを装備、床下のロックフェンダにつながっていた。またドアと連動したホールディング・ステップを装備していたが戦時中に撤去された。自重は19.6t(新造時)
塗装は落成当初は単色塗りであった。モボ121形の落成後、当形式とモボ111形も塗色変更、雨樋から窓下までがダークアイボリー、窓下から車体下部までがダークグリーンで、2010年に京紫単一塗装が標準塗装となるまで実に74年の長きに渡って標準塗装として受け継がれている。
車内はロングシート構造で、網棚と吊革支持金具が一体となった構造は珍しいものであった。
制御器はGE製PC6（電空カム軸式総括制御）、主電動機はSE129B(44.8kW)×2、駆動装置は吊り掛け駆動、台車は新造時は神戸製鋼所製のトラックCを使用していたが、これは貨車用の台車のように軸バネが無いタイプで、ゴツゴツとした乗りこごちであった。
また、四条大宮・北野白梅町寄りにトロリーポールが設置されている。

### モボ111形

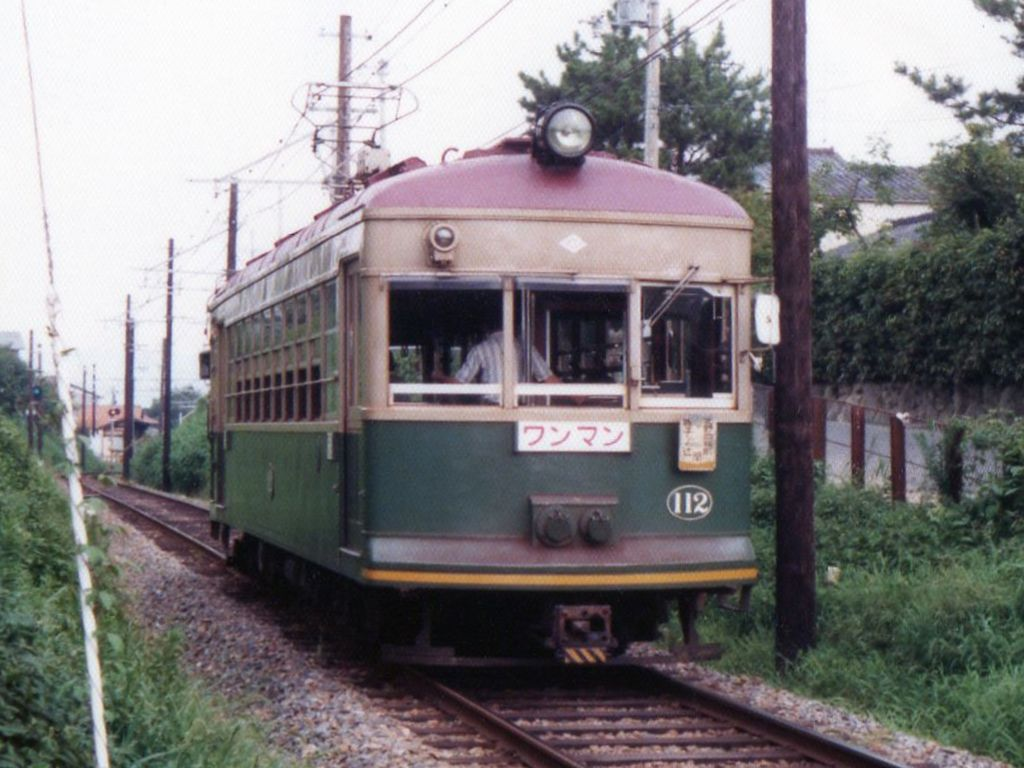
モボ111形（1982年）

1932年（昭和7年）に111 - 117の7両が田中車両（現・近畿車輛）で製造された。
車体・車内装備はモボ101形と同様であるが、制御器が芝浦RPC55に変更され、連結運転を見越して当初より連結器を装備している。台車は住友KS46Lを使用している。

### モボ121形

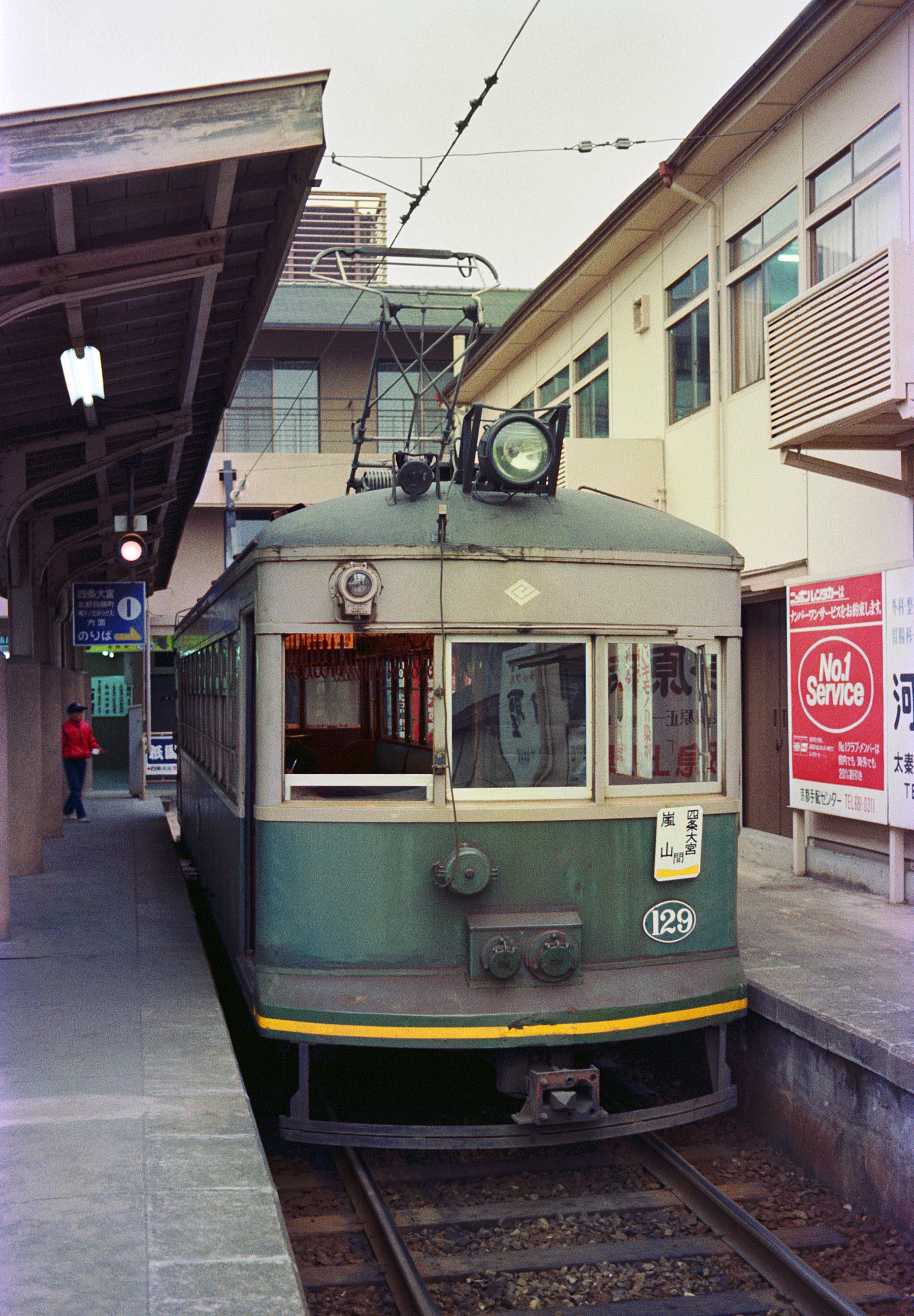
嵐山駅にて（1982年）

1936年（昭和11年） - 1937年（昭和12年）に121 - 130の10両が川崎車輌（現・川崎重工業車両カンパニー）で製造された。
車体および車内装備はモボ101形・モボ111形と同様である。制御器は芝浦RPC50、台車は川車BWE12を使用している。なお、このBWE12台車はイコライザー式であり、国内の低床形電車へ採用例はこれが唯一である。

### ク201形

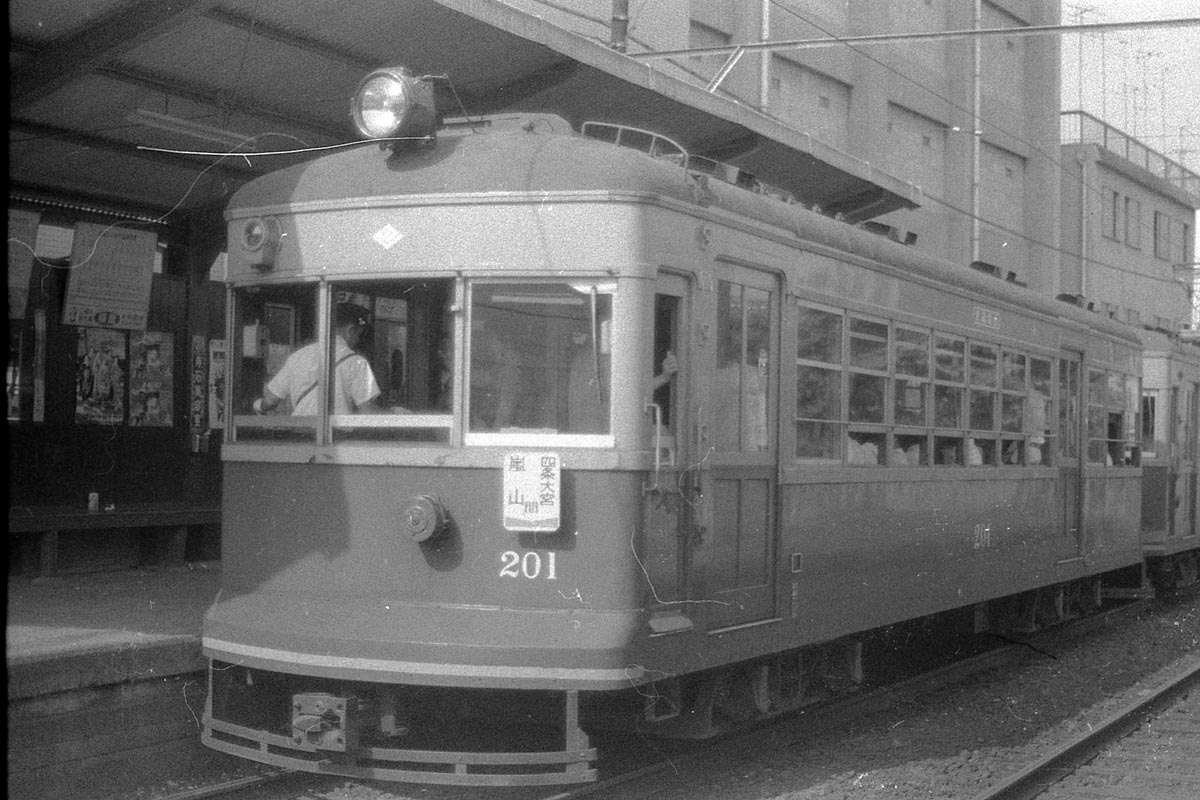
ク201形

1950年に201 - 203の3両が汽車会社（現・川崎車両）で製造された。路面電車としては非常に珍しい制御車である。
車体および車内設備はモボ101形・モボ111形・モボ121形に類似しているが
- 後部側扉が中央に移動した前中扉構造を持つ嵐山向きの片運転台車（側面窓配置dD7D3）
- 片運転台である関係から営業線上では正面に連結しないため、バンパー上部のブタの鼻状の引き通し線が存在せず、ややスマートな顔
- 乗務員室扉が他車の引戸構造に対し当形式は開戸構造を採る
- 運転室は全室構造である
- ナンバーの表記がプレートではなく、書き文字である

等差異がある。台車は汽車LW133を使用し、当然主電動機は装荷されていない。ただし運用の都合上トロリーポールは装備されていた。
廃車されるまで、床は木張りのままだった。（モボ111形とモボ121形は、更新された）

## 運用
1929年にモボ101形が、1932年にモボ111形が、1936年にモボ121形が、1950年にク201形が運用を開始した。
モボ101形については当初連結器を持たなかったが、モボ111形の入線と同時期に連結運転が開始されたことに伴い取り付け工事が施工された。またク201形の就役に合わせ、牽引車として指定されたモボ121形121 - 124の主電動機を4個に増強する改造を施工している。
その後しばらくの間は大きな改造もなく推移したが、軸バネが無いために乗りこごちが悪く、老朽化も進んだ台車を履いていたモボ101形については1968年（昭和43年） - 1970年（昭和45年）に日立KL15台車（モボ301形と同形）への交換が行われている。同時に102・105については外板張替え等修繕工事が施工されたが、他車には波及せず以降の更新は車体新製へと方針転換されることとなる。
1975年（昭和50年）の嵐山本線・北野線のポール集電の廃止に伴い集電装置をZ型パンタグラフに換装し、同時にモボ101形のみモボ301形と同様の車体に更新され、面目を一新した。なおこの際、修繕工事を受けていた102・105の車体はモボ111形117・116のものと振り替えられている。さらに1982年（昭和57年）のワンマン運転開始に伴い、前面窓右上にサイドミラーを追設した。
1980年代に入ると車体更新されなかったモボ111形・モボ121形・ク201形の老朽化が顕著になる。その代替車についてはこれらの主要機器類を流用して製造することとなった。以降、モボ111形はモボ501形・モボ611形に、モボ121形はモボ501形・モボ621形・モボ21形にそれぞれ機器を流用し、ク201形はモボ631形に代替され、モボ111形は1984年（昭和59年） - 1993年（平成5年）に全車廃車・形式消滅した。モボ121形についても1984年（昭和59年）から廃車が進み、最後まで残った124号が1996年（平成8年）6月20日に運用を離脱・廃車となった。ク201形は最後に残った202号が1996年4月15日で運用を離脱・廃車となっている。
車体も台車も新しくなったモボ101形6両は1990年（平成2年）には冷房改造も行われ、2015年（平成27年）7月現在、全車が在籍し、行楽シーズン（多客時）を除き、基本は嵐山本線四条大宮 - 嵐山間のみで運用されている。
車体更新されて現在も在籍中のモボ101形は、2024年（令和6年）度から2028年（令和10年）度までにかけて、モボ1形「KYOTRAM」に置き換えられる予定。

## モボ101形の塗装
2016年4月現在、101・102・104・106号車が「京紫」色に塗り替えられたが、103号車は旧塗装のままである。（105号車は後述）

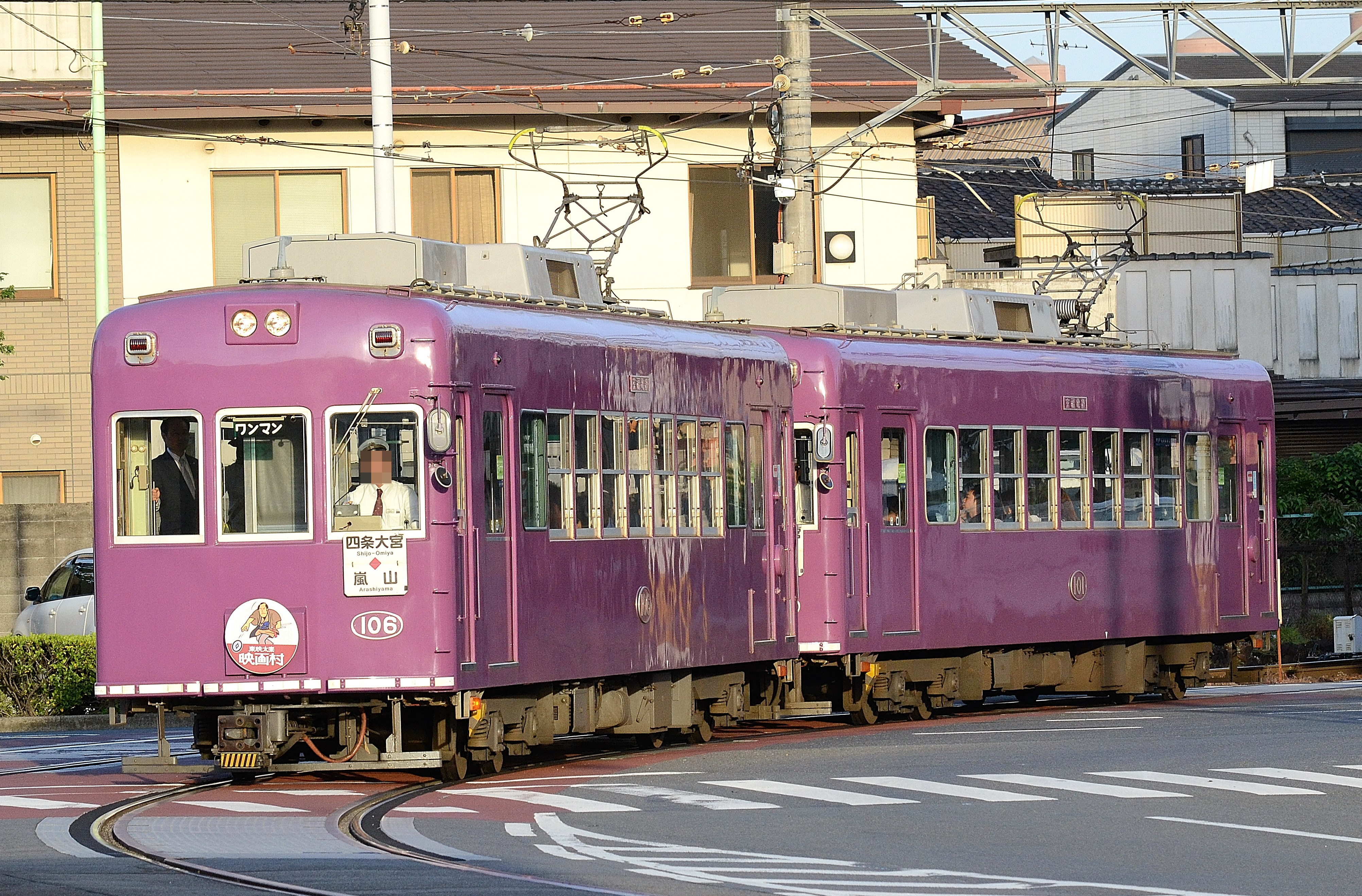
「京紫」色に塗り替えられたモボ101とモボ106 2016年5月4日、西大路三条にて
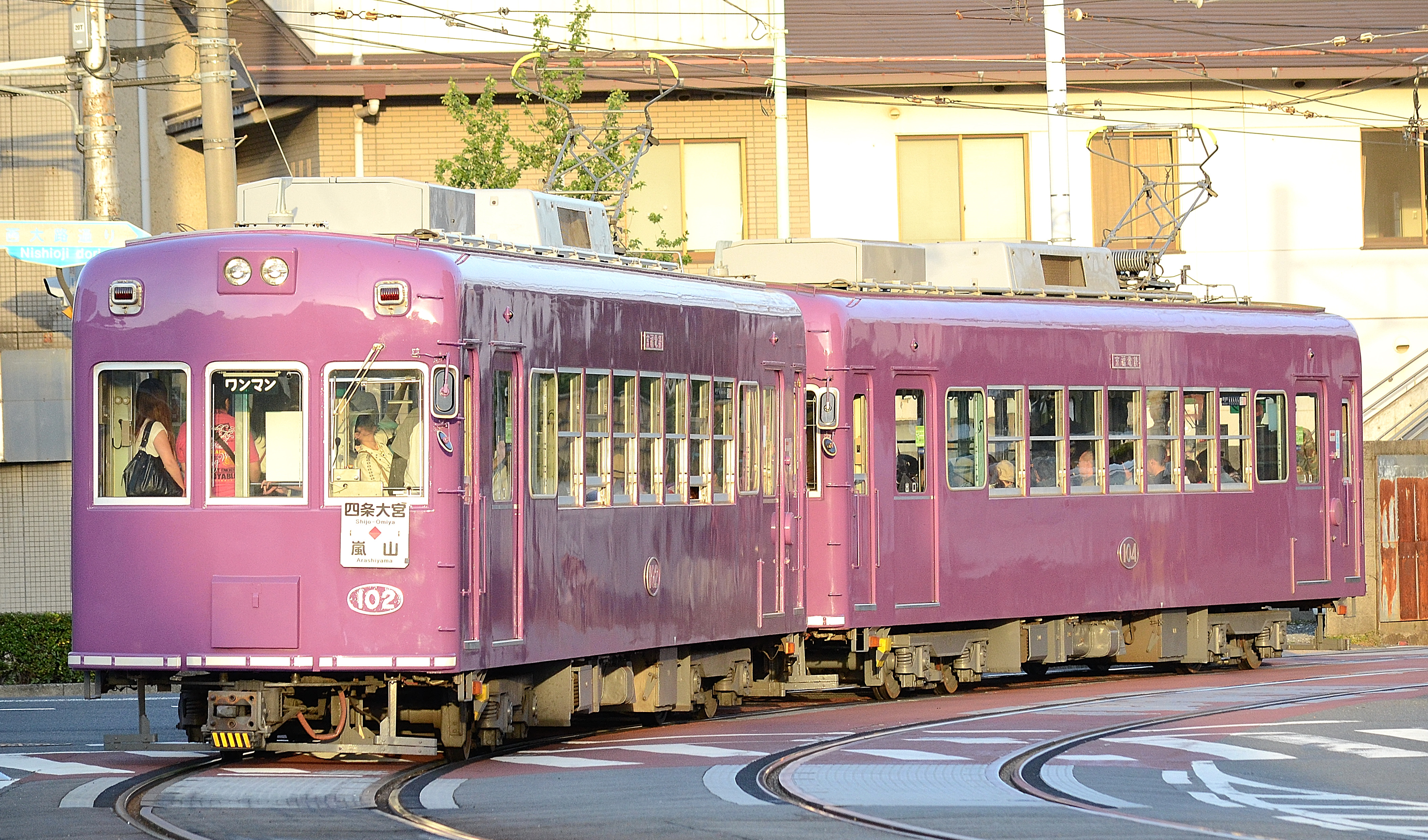
「京紫」色に塗り替えられたモボ102とモボ104 2016年5月4日、西大路三条にて

特別塗装車輌

2000年（平成12年）に嵐山本線開業90周年を記念して、モボ101形103・105号車がモボ301形301号車と共に京都嵯峨芸術大学の学生による特別塗装が施され、103号車が「のり～なちゃん」、105号車が「おこしやすくん」と命名された。（2002年頃に元の塗装に戻された）
2011年（平成23年）5月10日より、右京区の象徴的存在の嵐電を交通安全や防犯のPRの中心に据えて広報を図る目的で105号車が、「嵐電パトトレイン」としてパトロールカーに似た塗装で運行している。
ラッピング車輌（過去）
- 101号車＝井筒八ッ橋本舗 夕子（2012年6月終了、632号車へ交代）
- 104号車＝井筒八ッ橋本舗 夕子（2012年6月終了、633号車へ交代）
- 105号車＝キリンビバレッジ 生茶（終了時期不明、完全に消滅）
- 106号車＝京つけもの もり（2012年夏頃終了、2001号車へ交代（2018年9月に2002号車へ再交代））

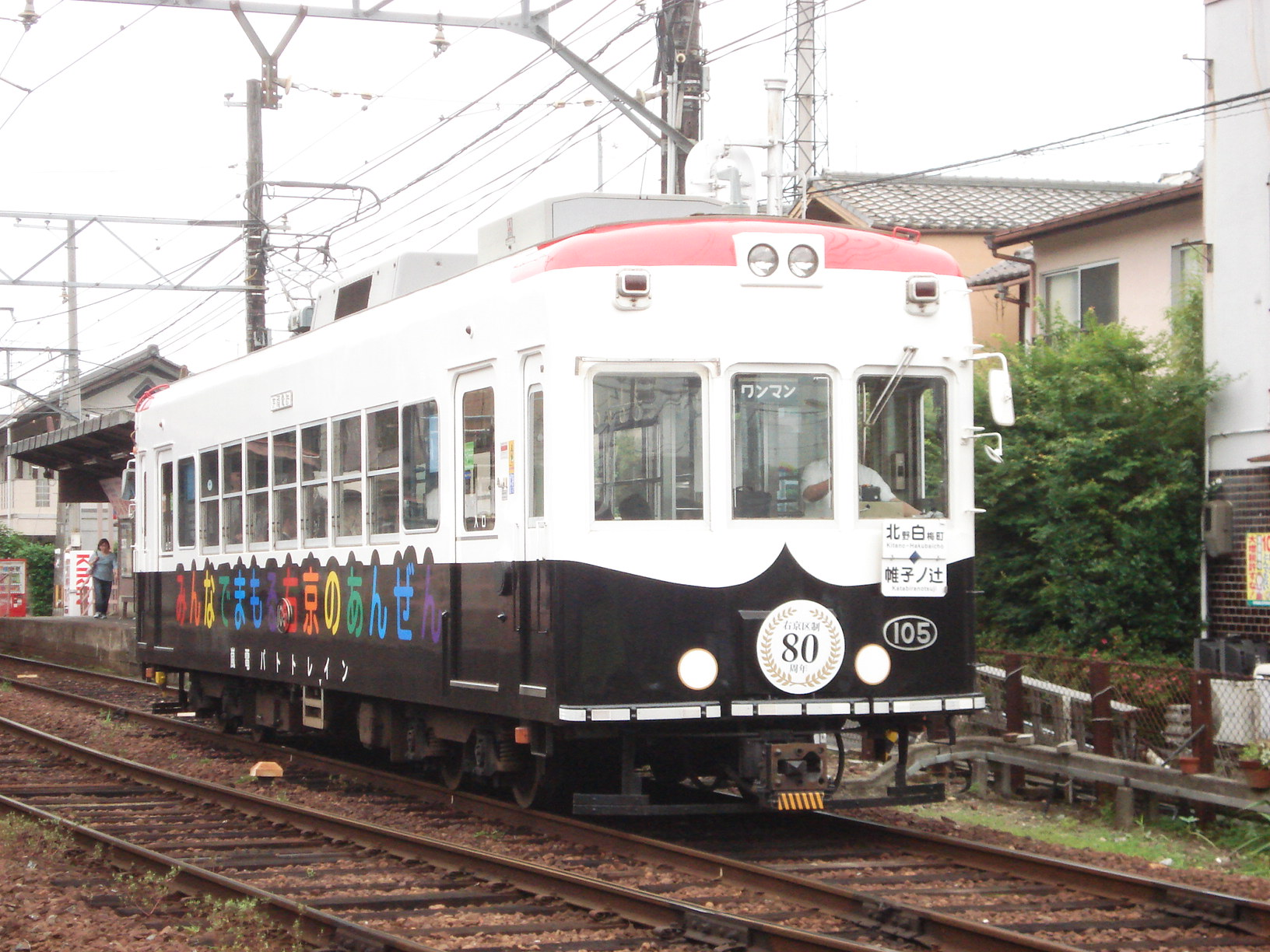
モボ105嵐電パトトレイン 2011年6月、等持院駅-龍安寺駅間にて
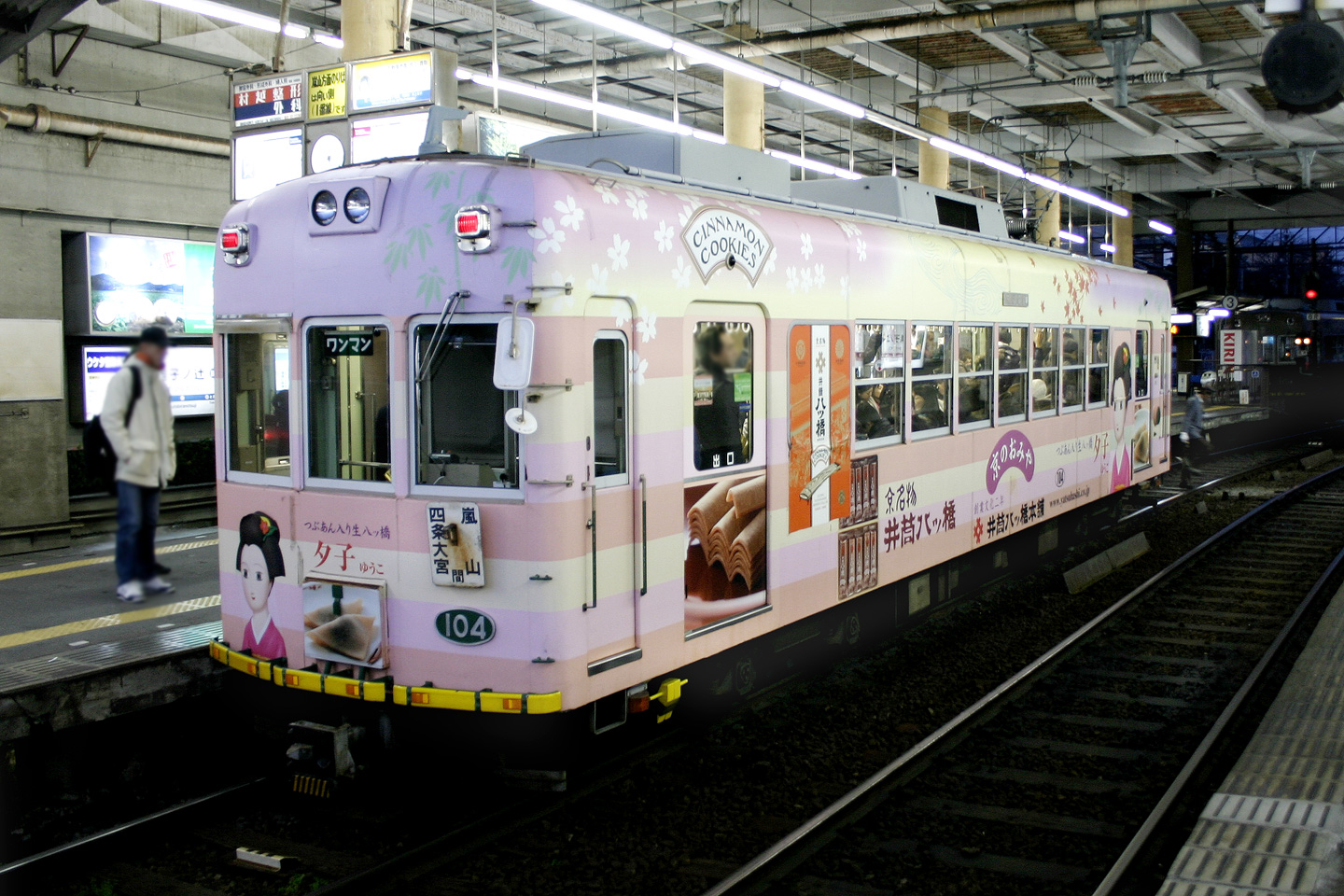
モボ104夕子号（当時） 2009年、帷子ノ辻にて

## その他
現在嵐山本線・北野線で運転されている車両はモボ2001形を除きすべて「機器流用での新製車」となっているが、モボ101形のみ車体更新車とされており、改番が行われていない。